# Confrontos entre Itabaiana e Sergipe no futebol
Itabaiana X Sergipe ou Clássico da Paz é um clássico do futebol sergipano envolvendo, respectivamente, equipes das cidades de Itabaiana e Aracaju

É considerado o maior clássico sergipano envolvendo Interior x Capital. O clássico já decidiu vários campeonatos sergipanos, o último em 2018, onde o Club Sportivo Sergipe saiu vencedor.

## História
Várias polêmicas envolvem este clássico, principalmente nas décadas de 70 e 80.

- Em 1981 o título viria a ser decidido por essas duas equipes. O vermelhinho da capital, com a colaboração da FSF, decidiu fazer a finalíssima num feriado e com os portões abertos, com o objetivo de lotar o Batistão com a torcida do Sergipe e esmagar a Torcida Tricolor. O Itabaiana protestou, mas a decisão foi mantida. O patrono do Itabaiana, o Sr. José Queiroz da Costa, anunciou na véspera da decisão que o Tremendão não entraria em campo. No dia do jogo, às 4 da tarde, o Batistão estava vazio (já que todos acreditavam que não haveria jogo), o Sergipe entrou em campo certo da vitória por W.O e... o Tricolaço entra em campo, surpreendendo a todos. Resultado: Sergipe 0x1 Itabaiana, Tricolor campeão.

- Em 1982, aconteceu um episódio conhecido por “Golpe do Nacour”. Itabaiana e Sergipe novamente na final. Como sempre, o Tricolor exigiu arbitragem da FIFA. A FSF anunciou que o árbitro seria o maranhense Nacour Arouche, aspirante à FIFA, alegando que não havia árbitros disponíveis. Desta vez o Itabaiana realmente não entrou em campo e o resultado ficou a cargo da justiça. No TJD, os julgadores decidiram pelo Sergipe como campeão por cinco votos a um. O Itabaiana recorreu ao STJD junto ao renomado advogado Valed Perry e lá declararam a Associação Olímpica de Itabaiana campeã por sete votos a zero. Os resultados dos julgamentos só saíram em 1983, e como não havia mais como decidir no campo, a FSF declarou ambos os times campeões.

## Confrontos
Legenda:
| Campeão em jogo válido por final de campeonato | Vice-campeão em jogo válido por final de campeonato |

## Goleadas e Invencibilidades

### Maior goleada do Itabaiana
O Itabaiana já goleou o Sergipe em 10 oportunidades, sendo o maior destes resultados por 4 a 0, em duas ocasiões, ambas como mandante em jogos do Campeonato Sergipano. A primeira em 1º de agosto de 1971 e a última em 1º de dezembro de 1993.

### Maior goleada do Sergipe
Ao longo da história o Sergipe já aplicou 23 goleadas sobre o Itabaiana. A maior delas aconteceu em partida válida pelo Campeonato Sergipano de 1960, embora realizada no ano seguinte, a 18 de janeiro de 1961, pelo placar de 7 a 1. 
Maiores sequências invictas
- Associação Olímpica de Itabaiana – 10 jogos consecutivos sem perder para o Sergipe entre 2016 e 2019.
- Club Sportivo Sergipe – 16 jogos consecutivos sem perder para o Itabaiana entre 1987 e 1990.

## Estádios
Os clássicos entre Itabaiana e Sergipe geralmente são disputados nas seguintes praças, Estádio Mendonção (antigo Presidente Médici), Arena Batistão, de propriedade do Governo de Sergipe. Quando estes não podem ser utilizado, os jogos são realizados nos Estádios Vavazão, Francão e no Estádio João Hora de propriedade do CS Sergipe. Apenas o AO Itabaiana não possui estádio particular.

## Maiores públicos
- Partidas entre Itabaiana e Sergipe disputadas no Estádio Mendonção ou Arena Batistão.[1]

Não se tem dados dos públicos anteriores ao ano de 2011, portanto considerasse apenas o 5 maiores públicos desde 2012.
1. Sergipe 1-1 Itabaiana, 9.317, 14 de abril de 2018, Final do Campeonato Sergipano (volta)
2. Sergipe 1-0 Itabaiana, 7.599, 4 de maio de 2016, Final do Campeonato Sergipano (Ida)
3. Itabaiana 1-1 Sergipe, 6.073, 7 de maio de 2016, Final do Campeonato Sergipano (Volta)
4. Sergipe 1-1 Itabaiana, 5.703, 10 de abril de 2016, Campeonato Sergipano
5. Itabaiana 1-1 Sergipe, 5.577, 3 de abril de 2016, Campeonato Sergipano
6. Itabaiana 0-0 Sergipe, 4.301, 26 de março de 2017, Campeonato Sergipano